# Pannaria obscura
Pannaria obscura är en lavart som beskrevs av Müll. Arg. Pannaria obscura ingår i släktet Pannaria och familjen Pannariaceae.   Inga underarter finns listade i Catalogue of Life.